# Steven Blaney
Pour les articles homonymes, voir Blaney.

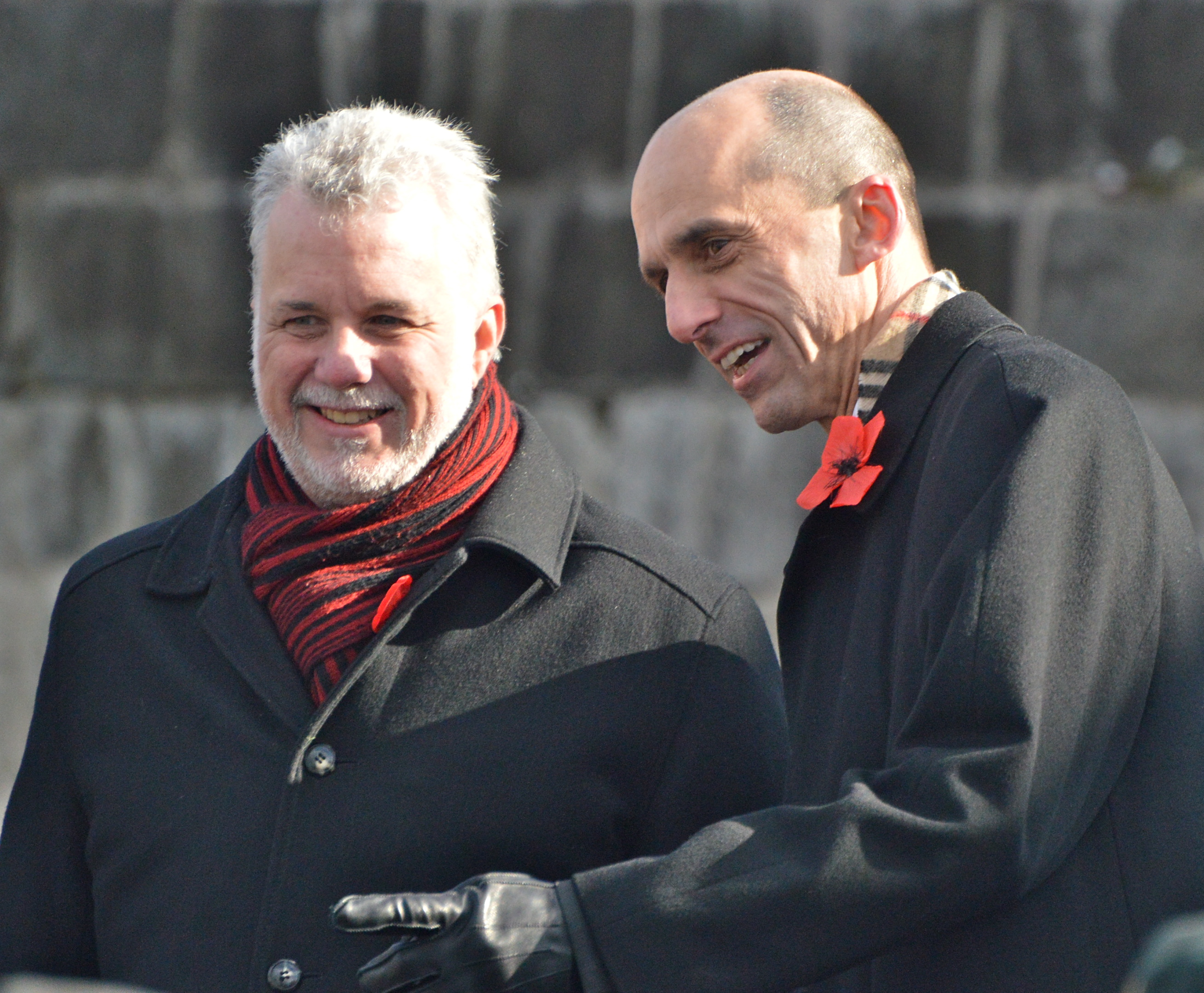
Steven Blaney avec le premier ministre du Québec Philippe Couillard en 2014.

Steven Blaney, né le 8 avril 1965 à Sherbrooke, est un ingénieur civil, homme d'affaires et homme politique canadien.
Lors des élections fédérales canadiennes de 2006, il est élu député de la circonscription québécoise de Lévis—Bellechasse à la Chambre des communes du Canada, sous la bannière du Parti conservateur du Canada. Il restera député de cette circonscription, renommée Bellechasse—Les Etchemins—Lévis en 2015, jusqu'à son retrait de la politique fédérale en 2021.
En mai 2011, il accède au conseil des ministres du gouvernement Harper à titre de ministre des Anciens Combattants. Il devient ministre de la Francophonie à partir du 22 février 2013, avant d'occuper du 15 juillet 2013 au 4 novembre 2015, le poste de ministre de la Sécurité publique et de la Protection civile du Canada.
En 2017, il est candidat à la direction du Parti conservateur du Canada. Il terminera neuvième. Il prend sa retraite comme député de la circonscription québécoise de Bellechasse—Les Etchemins—Lévis en 2021 à la fin de son mandat. L'ex-ministre libérale provinciale du Québec Dominique Vien lui succède comme députée du Parti conservateur du Canada.

## Biographie
Steven Blaney naît le 8 avril 1965 à Sherbrooke et grandit à Sainte-Marie. Résidant de Lévis, il est marié à Marie Bouchard et a deux enfants, William-Antoine et Alexandra.
Diplômé de l'Université de Sherbrooke, Steven Blaney est devenu ingénieur civil en 1988 et complète une maîtrise en administration des affaires en 2002 à Lévis. Après ses études, il travaille comme consultant, entrepreneur et conseiller en infrastructures urbaines et en technologies environnementales. Steven Blaney est un membre actif du plus important regroupement de professionnels en environnement au Canada, Réseau Environnement, dont il préside le chapitre de Québec-Chaudière-Appalaches de 2003 à 2006.

## Carrière politique
Actif pendant des années dans le Parti conservateur du Canada[réf. nécessaire], il se présente en tant que candidat pour l'Action démocratique du Québec dans la circonscription de Beauce-Nord lors de l'élection générale québécoise de 1998.

### Député de Lévis—Bellechasse et de Bellechasse—Les Etchemins—Lévis
Steven Blaney est élu pour le Parti conservateur du Canada à la Chambre des communes pour la première fois en 2006, il est réélu en 2008, 2011, 2015 et 2019 comme député de Lévis—Bellechasse.
Après son élection, Steven Blaney est nommé vice-président du caucus conservateur québécois. En octobre 2008, il en est devenu le président. Il siège au Comité des affaires indiennes ainsi qu'à celui des transports, de l'infrastructure et des collectivités. Il se joint au Comité de la défense et participe à une visite à Kandahar en janvier 2006.
Le 31 mai 2007, Steven Blaney se voit confier la présidence du Comité permanent des langues officielles qui vise à promouvoir la dualité linguistique partout au pays. Il siège également au sein de l'Association interparlementaire Canada-France.
En janvier 2008, Steven Blaney s'engage à compenser les émissions de gaz à effet de serre de ses activités par la plantation d'arbres en collaboration avec ARBRES CANADA et le comité de restauration de la rivière Etchemin.
Le 2 mai 2011, il est réélu pour un 3e mandat dans Lévis-Bellechasse avec 43,95 % des voix, devançant la candidate du Nouveau Parti démocratique par plus de 10 % des voix. Il reçoit 1 065 votes de plus qu'à la dernière élection en 2008 malgré la vague orange sur le Québec.
Lors de l'élection du 19 octobre 2015, Steven Blaney est réélu pour une 4e fois avec 51 % des voix et une majorité de plus de 19 000 votes.
En juillet 2021, Steven Blaney annonce qui ne se représentera pas aux prochaines élections. En août 2021, à la suite du déclenchement des élections fédérales canadiennes, il est remplacé par Dominique Vien.

### Ministre des Anciens Combattants (2011-2013)
Le 18 mai 2011, Steven Blaney est nommé ministre des Anciens combattants. Il succède à Jean-Pierre Blackburn dans cette fonction. Il siège aux comités du Cabinet chargés des affaires sociales, ainsi que des affaires étrangères et de la défense.
Il poursuit la politique lancée par ses deux prédécesseurs conservateurs, notamment concrétisée par l'adoption de la Nouvelle Charte des anciens combattants qui permet de refonder le vieux système des pensions imaginé après les deux guerres mondiales. La Nouvelle Charte se focalise sur la transition vers la vie civile et la réinsertion des jeunes militaires dans la société.
En tant que ministre des Anciens Combattants, on doit notamment mettre à son crédit les améliorations qui ont été apportées à la Nouvelle Charte afin de mieux aider les vétérans les plus sévèrement blessés et d'augmenter certaines indemnités. Il lance aussi le programme Du régiment aux bâtiments qui permettra à d'anciens combattants de trouver des emplois bien rémunérés dans le secteur de la construction.
Préoccupé par la modernisation d'Anciens Combattants Canada, il lance une initiative intitulée Réduire la paperasse pour les anciens combattants qui permet de simplifier grandement les démarches administratives.

### Ministre de la Francophonie
Le 22 février 2013, Steven Blaney est nommé ministre de la Francophonie tout en demeurant ministre des Anciens Combattants. Le 15 juillet 2013, lors du remaniement ministériel, Christian Paradis lui succède à ce poste.

### Ministre de la Sécurité publique et de la Protection civile
Le 15 juillet 2013, lors d'un remaniement ministériel, Steven Blaney est nommé ministre de la Sécurité publique et de la Protection civile et conserve ce poste jusqu'à la fin de la législature. Les projets de loi qu'il fait adopter durant son mandat comprennent :
- le projet de loi C-12 intitulé Loi modifiant la Loi sur le système correctionnel et la mise en liberté sous condition et dont le titre abrégé est Loi concernant l’éradication des drogues dans les prisons. Il a été adopté par les Communes le 21 avril 2015.
- le projet de loi C-42 intitulé Loi modifiant la Loi sur les armes à feu et le Code criminel et apportant des modifications connexe et corrélative à d'autres lois et dont le titre abrégé est Loi visant la délivrance simple et sécuritaire des permis d'armes à feu. Il a été adopté par les Communes le 29 mai 2015.
- le projet de loi C-44 intitulé Loi modifiant la Loi sur le Service canadien du renseignement de sécurité et d'autres lois et dont le titre abrégé est Loi sur la protection du Canada contre les terroristes. Il a été adopté par les Communes le 2 février 2015.
- le projet de loi C-51, aussi connue sous le nom de Loi antiterroriste de 2015[8].

### Porte-parole de l'opposition officielle
Après la défaite du Parti conservateur aux élections de 2015, Steven Blaney est nommé porte-parole de l'opposition officielle pour les travaux publics et services gouvernementaux (novembre 2015 à octobre 2016), les anciens combattants (août à septembre 2017), emploi et développement social (septembre 2017 à septembre 2018) et patrimoine canadien (depuis septembre 2018).

### Candidature à la direction du Parti conservateur
Le 23 octobre 2016, Steven Blaney annonce qu'il est candidat au poste de chef du Parti conservateur, en vue de l'élection à ce poste prévue pour le 27 mai 2017. Il termine en neuvième position sur 14 candidats.

### Candidat à la mairie de Lévis
Le 13 février 2025, quelques jours après que Gilles Lehouillier ait annoncé qu’il ne se représentera pas, Steven Blaney annonce officiellement sa candidature pour la course à la mairie de Lévis. Il crée son propre parti, Prospérité Lévis et se dit en faveur d'un troisième lien à l'est.